# 陈重穆
陈重穆（1926年—1998年），原名穆安熹（一作陈安熹），男，汉族，四川重庆人，中国数学家，曾任西南师范大学校长、教授、博士生导师，中国数学会理事。